# بهادر مالکی
بهادر مالکی (زاده ۸ اسفند ۱۳۶۱ در تهران) صداپیشه و بازیگر ایرانی است. او فارغ‌التحصیل رشته نمایش عروسکی است.
مالکی فعالیت در تلویزیون را به عنوان صداپیشه، در برنامه «خانم حنا» آغاز نمود. این هنرمند، در آثاری چون «من و بابام و باباش»، «امداد حشرات» و «مخ‌آبادی‌ها» برای شخصیت‌های عروسکی صداپیشگی کرده است. مالکی بیشتر به دلیل صداپیشگی شخصیت فامیل دور در مجموعه کلاه قرمزی شناخته شده است. در مجموعه جدید مهمونی (ساخته ایرج طهماسب) که از زمستان ۱۴۰۰ در بخش خانگی اکران می‌شود صدا پیشگی شخصیت روح را بر عهده دارد.

## زندگی
بهادر مالکی بنا به گفتهٔ خودش از کودکی به ساخت عروسک علاقهٔ بسیاری داشت و به همین خاطر در همان زمان نیز به نسبت هم‌سن و سالان خود عروسک‌های بیشتری داشت. به گفتهٔ او کم‌کم و با گذشت زمان همین مسئله باعث گرایش او به نمایش عروسکی و تحصیل این رشته شد، به‌طوری که پس از آن هم اکثر کارهایش در زمینهٔ کودک بوده است.
او دلیل فعالیتش در این زمینه را عشق و علاقه به این حیطه می‌داند. او دنیای کودک را بیشتر شبیه حسی درونی، آرامش‌بخش، بی‌ریا و باصداقت‌تر می‌داند و معتقد است در این حیطه احساس آزادی و راحتی بیشتری می‌کند. او بر این باور است که کار در این حیطه از همان ابتدا آرامش فوق‌العاده‌ای به او داده است.
مالکی پیش از ورود به مجموعهٔ کلاه‌قرمزی در مجموعه‌هایی چون من و بابام و باباش، شهر کودکان (به کارگردانی محمد اعلمی)، امداد حشرات و … حضور داشته است.
معرف بهادر مالکی به گروه کلاه‌قرمزی مرضیه محبوب بود. محبوب که استاد مالکی در دانشگاه بود و در گذشته به واسطه همکاری‌های مشترکشان کارهای مالکی را دیده بود، وی را به گروه کلاه‌قرمزی معرفی کرد.

## فیلم‌شناسی

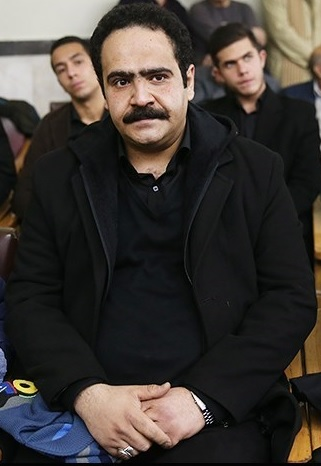
بهادر مالکی در مراسم ختم دنیا فنی‌زاده

### سینما
| سال  | نام فیلم           | کارگردان      |
| ---- | ------------------ | ------------- |
| ۱۳۹۱ | کلاه‌قرمزی و بچه‌ننه | ایرج طهماسب   |
| ۱۳۹۲ | طبقه هساث          | کمال تبریزی   |
| ۱۳۹۴ | امکان مینا         | کمال تبریزی   |
| ۱۳۹۶ | بمب؛ یک عاشقانه    | پیمان معادی   |
| ۱۳۹۷ | ما همه با هم هستیم | کمال تبریزی   |
| ۱۴۰۰ | شب طلایی           | یوسف حاتمی‌کیا |

### تلویزیون
| سال  | نام مجموعه         | نقش       | کارگردان      |
| ---- | ------------------ | --------- | ------------- |
| ۱۳۸۷ | امداد حشرات        |           | سیدوحید حسینی |
| ۱۳۸۷ | من و بابام و باباش |           | سیدوحید حسینی |
| ۱۳۸۸ | شهر کودکان         |           | محمد اعلمی    |
| ۱۳۹۰ | کلاه‌قرمزی ۹۰       | فامیل دور | ایرج طهماسب   |
| ۱۳۹۱ | کلاه‌قرمزی ۹۱       | فامیل دور | ایرج طهماسب   |
| ۱۳۹۲ | کلاه‌قرمزی ۹۲       | فامیل دور | ایرج طهماسب   |
| ۱۳۹۳ | کلاه‌قرمزی ۹۳       | فامیل دور | ایرج طهماسب   |
| ۱۳۹۴ | کلاه قرمزی ۹۴      | فامیل دور | ایرج طهماسب   |
| ۱۳۹۶ | کلاه‌قرمزی ۹۶       | فامیل دور | ایرج طهماسب   |
| ۱۳۹۷ | کلاه‌قرمزی ۹۷       | فامیل دور | ایرج طهماسب   |
| ۱۳۹۸ | زیر همکف           |           | بهمن گودرزی   |
| ۱۳۹۹ | یکی بود، یکی نبود  | قصه خور   | مرضیه منصوری  |
| ۱۴۰۳ | مهمانی             | روح       | ایرج طهماسب   |

### نمایش خانگی
- ابله (کمال تبریزی) - ۱۳۹۳
- نیسان آبی (منوچهر هادی) - ۱۴۰۰
- مهمونی (ایرج طهماسب) - ۱۴۰۱
- آخرین نفری که میخنده (سری سوم) - ۱۴۰۱
- آخرین نفری که میخنده (سری چهارم) - ۱۴۰۱
- شهرک کلیله و دمنه (مرضیه برومند) - ۱۴۰۱
- روزی روزگاری مریخ (پیمان قاسم‌خانی، محسن چگینی) - ۱۴۰۱
- افعی تهران (سامان مقدم) - ۱۴۰۲
- کارناوال (رامبد جوان) - ۱۴۰۴